# Biletul de loterie
Biletul de loterie este un roman scris de Michael Byrne. Este un roman pentru copii, ce îi învață să facă diferența între bine și rău, între toleranță și violență și mai ales să știe în cine să aibă încredere.
În carte este vorba despre un băiat orfan, de numai doisprezece ani, pe nume Bully din Londra, care trece prin multe peripeții și care pâna la urma obține ce dorește. Toată acțiunea romanului este o cursă contracronometru, în care Bradley, zis Bully, încearcă să-și salveze viața. De ce? Pentru că are un bilet câștigător la loterie, descoperit în felicitarea primită de la mama sa, chiar înainte ca aceasta să plece printre îngeri. Spre surprinderea lui, află că biletul este câștigător și că are la dispoziție 5 zile 5 ore și 19 minute ca să-și ridice premiul. Gura l-a luat pe dinainte astfel întreaga Londră a aflat despre noul câștigător al loteriei. Din momentul în care găsește biletul, începe cursa nebună contracronometru, nu doar, pentru a intra în posesia premiului, ci și, pentru propria lui viață.